# Tajne państwo

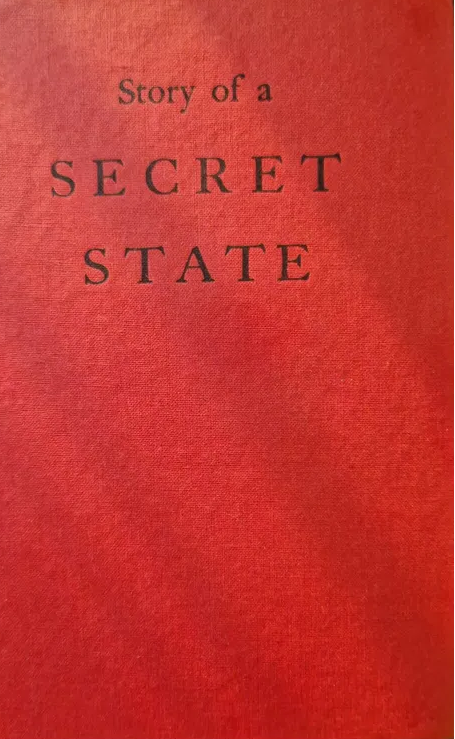
Okładka pierwszego wydania z 1944 r.

Tajne państwo – Opowieść o polskim Podziemiu (Story of a Secret State) – książka Jana Karskiego dotycząca przeżyć wojennych i polskiego ruchu oporu, napisana między marcem a sierpniem roku 1944 i wydana tego roku w USA. Pierwsze polskie wydanie ukazało się w latach 90.

## Historia
Po raz pierwszy była wydana jeszcze podczas II wojny światowej, w 2. połowie roku 1944 w Stanach Zjednoczonych w nakładzie 360 tysięcy egzemplarzy. W Polsce opublikowana dopiero w 1999 roku i ponownie, w nowym tłumaczeniu, w 2014 . Wydanie szwedzkie pojawiło się w roku 1945, norweskie w 1946, francuskie – 1948. W '44 jej fragmenty ukazały się w magazynach: „Harper's Bazaar”, „Collier's”, „Life”, „American Mercury”, „Jewish Forum”. W październiku ogłoszona przez Book of a Month Club za książkę stycznia 1945 w Stanach Zjednoczonych. Uzyskała wiele pozytywnych recenzji, lecz spotkała się z ostrą krytyką dziennikarzy piszących do „Soviet Russia Today”.
W pierwszym wydaniu książki autor musiał zmienić nazwiska żyjących osób (bądź nadać im pseudonimy), zniekształcić faktograficzne dane o sobie, uniknąć odniesień do prawdziwych miejsc w Polsce, nadając im kryptonimy. Pierwodrukiem zajął się agent literacki Emery Reevers, a redaktorem został William Poster. Książkę zgodził się opublikować dom wydawniczy Houghton Mifflin Company z Bostonu. Podobnie jak Reeves, wydawnictwo zażądało zmian w książce: usunięcia opisów wywrotowej działalności komunistów przeciwko polskiemu podziemiu, dodania opisu powstania w getcie 1943 i wprowadzenia wątku erotycznego dla zainteresowania czytelnika. Karski, nie chcąc wprowadzać do książki fikcji literackiej, wyrzucił jedynie fragmenty uznane za "antykomunistyczne". Nie opisał jednak powstania w getcie, gdyż nie był jego świadkiem; nie pojawił się także wątek erotyczny.
W polskim wydaniu, które ukazało się ponad 50 lat po napisaniu książki, przywrócono wszystkie prawdziwe nazwiska (a także te, które z konieczności wojennej zostały pominięte), nazewnictwo topograficzne i te fragmenty, które początkowo usunięto.
Drugie polskie wydanie w nowym tłumaczeniu Grzegorza Siwka, opartym na nowej edycji amerykańskiej z roku 2013, ukazało się 2014. Zachowano w nim wszelkie niedopowiedzenia i celowo wprowadzone do tekstu przez autora przekłamania wynikające z konieczności zachowania bezpieczeństwa. Dodano opracowany przez Andrzeja Kunerta klucz oraz aneks wyjaśniające te niejasności .
Książkę przetłumaczono na kilka języków. Rosyjskie wydanie ukazało się w 2012 r.

## Fabuła
Książka opowiada o przeżyciach Karskiego jako tajnego kuriera Polskiego Państwa Podziemnego, jego misjach na Zachód. Zobacz więcej: Jan Karski